# Йон Гельт
Йон Гельт (дан. John Helt, нар. 29 грудня 1959, Вірум) — данський футболіст, що грав на позиції півзахисника.
Виступав, зокрема, за клуби «Люнгбю» та «Люнгбю», а також національну збірну Данії.

## Клубна кар'єра
У дорослому футболі дебютував 1980 року виступами за команду «Люнгбю», в якій провів чотири сезони, взявши участь у 135 матчах чемпіонату. Більшість часу, проведеного у складі «Люнгбю», був основним гравцем команди.
Згодом з 1985 по 1987 рік грав у складі команд «Брондбю» та «Сошо».
У 1987 році повернувся до клубу «Люнгбю», за який відіграв 5 сезонів. Граючи у складі «Люнгбю» також здебільшого виходив на поле в основному складі команди. Завершив професійну кар'єру футболіста виступами за команду «Люнгбю» у 1992 році.

## Виступи за збірну
У 1982 році дебютував в офіційних матчах у складі національної збірної Данії.
У складі збірної був учасником чемпіонату Європи 1988 року у ФРН.
Загалом протягом кар'єри в національній команді, яка тривала 9 років, провів у її формі 27 матчів.